# 전해 축전기

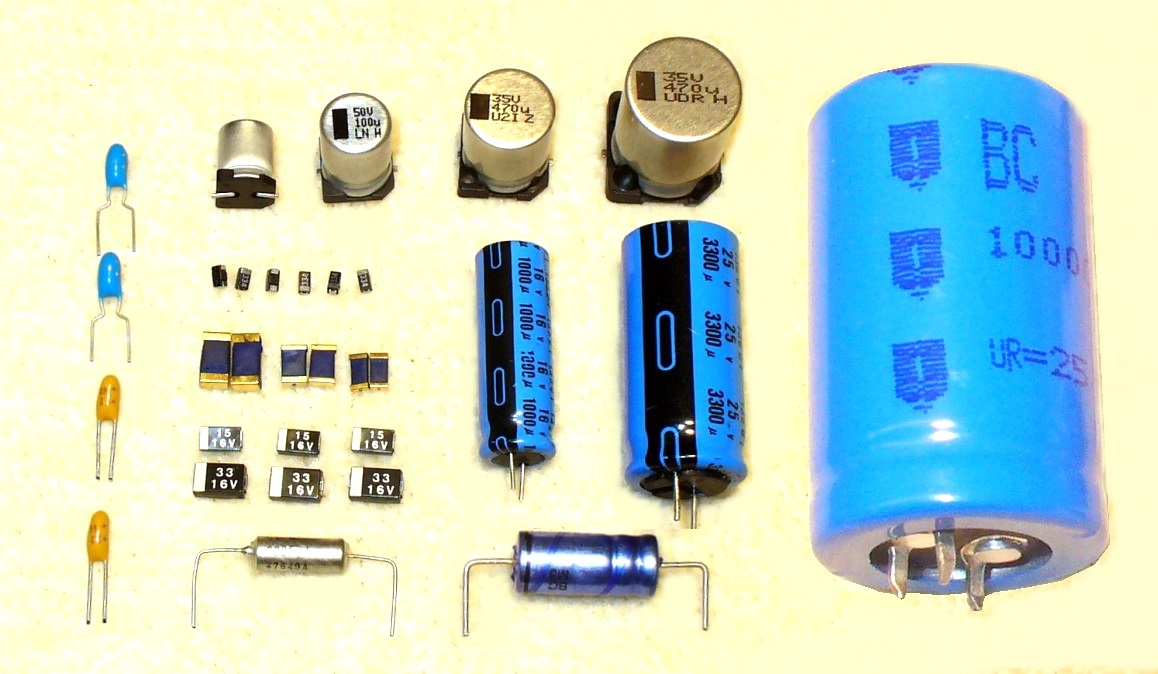
알루미늄과 탄탈 전해 축전기의 일반적인 형태

전해 축전기(electrolytic capacitor)는 축전기의 일종으로, + 극성을 갖는 양극과, - 극성을 갖는 음극으로 이루어진다. 양극은 Anodization을 통해 산화층을 절연한 금속으로 구성되어 있으며, 전해 축전기의 유전체 역할을 하며, 음극은 산화층의 표면을 덮는 전해이다. 매우 얇은 유전 산화층과 넓은 양극 표면적으로, 전해 축전기는 세라믹 축전기나 필름 축전기 대비 훨씬 높은 Capacitance-voltage product를 나타낸다.
전해 축전기의 큰 정전 용량으로 인해, 수 MHz의 저주파 신호를 통과시키거나 많은 에너지를 저장하기에 적합하여, 전원 공급기에서 잡음을 제거하거고 증폭기에서 AC Coupling을 하거나 에너지를 저장하는 용도로 많이 쓴다.
일반적인 전해 축전기는 비대칭 구조로 극성이 있으며, 음극보다 양극의 전압이 항상 높아야 한다. 제품 Spec 보다 높은 전압이나 Ripple 전류가 인가되거나 역전압이 인가되면 유전층이 파괴될 수 있다. 이런 상황에서 전해 축전기는 소리를 내면서 터져버리거나 불이 날 수 있다.
극성이 없는 양방향 전해 축전기는 두 개의 양극이 연결돼 있는 특수한 구조를 갖는다.

## 기본 정보

### 전해 축전기 종류
전해 축전기의 구성 성분에 따라 알루미늄, 탄탈륨, 나이오븀 축전기로 분류할 수 있다.
이 세 종류의 축전기는 비솔리드나 솔리드 이산화망간이나 솔리드 폴리머 전해질을 사용하고, 양극 재질과 전해질의 조합에 따라 여러 가지 종류가 존재한다.

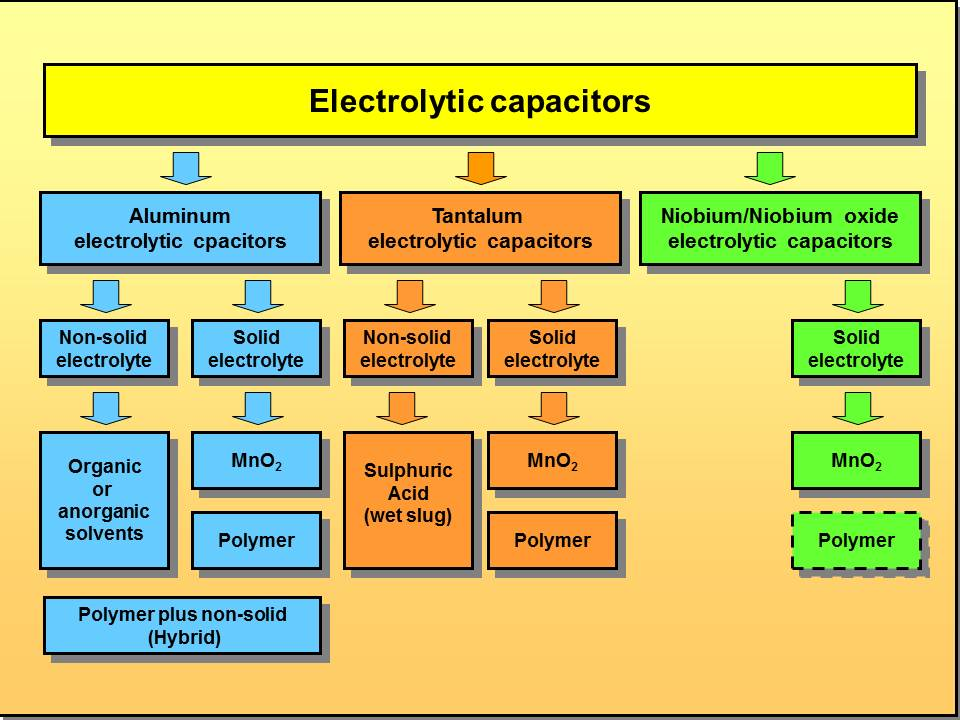
사용한 양극의 금속과 전해질에 따라 여러 가지 종류가 있음.

### 축전 원리
다른 축전기와 달리, 전해 축전기는 두 전극 사이에 있는 유전 산화층에 전기장으로 전하를 분리하여 전기 에너지를 저장한다. Solid와 Non-solid 전해질은 음극이고, 그것은 축전기의 두 번째 전극을 형성한다. 이것과 저장 원리가 그들을 전기화학적인 수퍼 축전기와 구별한다. 전해질은 일반적으로 두 전극사이에 도체 연결이고 저장은 double-layer capacitance와 전기화학적인 pseudocapacitance으로 한다.

### 기본 재료와 제조 원리

전류원으로 전압을 인가하는 것에 의해 양극 산화 기본 원리: 산화층은 도체인 양극에 형성됨

전해 축전기는 특수 금속의 화학적 특징을 사용한다. 절연 산화층은 유전체 역할을 하는 전해 축전기에는 세 가지 다른 양극 금속을 사용한다.
- 알루미늄 전해 축전기는 고순도 알루미늄 포일을 사용하고 유전체로 산화 알류미늄을 사용한다
- 탄탈 전해 축전기는 고순도 탄탈 파우더의 침전된 알갱이와 유전체로 탄탈륨 5산화물을 사용한다.
- 나이오븀 전해 축전기는 고순도 나이오븀이나 나이오븀 산화 파우더의 침전물을 사용한다. 유전체로는 나이오븀 5산화물을 사용한다.

모든 양극 재질은 에칭되거나 신터되고 매끄러운 표면보다 넓은 표전적을 지닌 거친 표면을 가진다. 이런 양극 재질에 전해질 수조에서 + 전압을 가함으로써, 인가된 전압에 비례하는 두께를 가지는 산회층이 형성된다. 이 산화층은 전해 축전기에서 유전체 역할을 한다. 이 산화층의 특성은 다음 표에 나타난다.
| 양극- 재질                 | 유전체                | 유전율 ε | 산화 구조 | 파손 전압 (V/µm) | Voltage proof (nm/V) |
| -------------------------- | --------------------- | -------- | --------- | ---------------- | -------------------- |
| 알루미늄                   | 산화 알루미늄 Al2O3   | 9.6      | 무정형    | 710              | 1.4                  |
| 알루미늄                   | 산화 알루미늄 Al2O3   | 9.6      | 결정 구조 | 1000             | 1.0                  |
| 탄탈륨                     | 오산화 탄탈륨 Ta2O5   | 27       | 무정형    | 625              | 1.6                  |
| 나이오븀이나 산화 나이오븀 | 오산화 나이오븀 Nb2O5 | 41       | 무정형    | 400              | 2.5                  |

거친 표면을 가진 양극에 산화 유전체를 형성한 후, 상대 전극은 산화 표면을 절연하는 거친 표면을 가져야 한다. 그것은 전해 축전기의 음극으로서 동작하는 전극으로부터 얻어진다. 사용하는 여러가지의 전해질이 있다. 일반적으로 2가지 종류로 나뉜다. Non-solid와 Solid 전해질. 움직이는 이온에 의해 이온 전도도로써 non-solid 전해질은 거친 구조에 잘 맞을 수 있다. 전자 전도도를 가지는 Solid 전해질은 산화망간의 열분해나 도전 고분자의 중합같은 특별한 화학 처리를 한 거친 구조에 잘 적합하다.
다른 산화 물질의 유전율과 비교한다면, 탄탈륨 5산화물이 알루미늄 산화물보다 거의 3배나 높은 유전율을 가진다. 그러므로 한 주어진 CV값을 가지는 탄탈륨 전해 축전기는 알루미늄 전해 축전기보다 작다.
양극으로 만들어진 절연 산화층은 적용된 전압의 극성이 바뀌면 파괴된다.

## 같이 보기
- 축전기의 유형(Types of capacitor)